# Jerry Jones
Jerry Wayne Jones Sr. (Inglewood, California, Estados Unidos, 13 de octubre de 1942), más conocido como Jerry Jones, es el dueño de los Dallas Cowboys, equipo que juega en la NFC Este de la National Football League.
Jones estudió y jugó al fútbol americano como liniero ofensivo en Arkansas, consiguiendo con ellos el Campeonato de la División I de Fútbol Americano de la NCAA en 1964. Establecido ya como un exitoso empresario de hidrocarburos, Jones adquirió a los Cowboys en el año 1989 tras una serie de desastrosas campañas que motivaron al antiguo dueño a deshacerse del equipo. Con el control de los Cowboys, Jones tomó la polémica decisión de despedir al que entonces había sido el único entrenador en la historia de la franquicia, Tom Landry, y reemplazarlo por su antiguo compañero de cuarto en Arkansas y entonces entrenador de los Miami Hurricanes, Jimmy Johnson.
Junto a Johnson, Jones consiguió ganar los Super Bowl XXVII y XXVIII habiendo conformado una talentosa plantilla de exitosos veteranos y novatos prometedores entre los que se encontraban Troy Aikman y Emmitt Smith. Para 1994, Jimmy Johnson renunció a los Cowboys tras varias disputas con Jones y fue reemplazado por Barry Switzer, con quien los Cowboys ganaron también el Super Bowl XXX, el más reciente conseguido por la franquicia.
Jones es considerado un dueño controvertido. Aunque ha demostrado a lo largo de los años tener aciertos a la hora de adquirir nuevos prospectos en el draft universitario, el control total que ejerce sobre el equipo han llevado a sus críticos a considerar que muchos de los problemas del equipo se originan en la toma de decisiones que deberían corresponder a sus técnicos.
In 2008, Jones formó una sociedad de negocios con Yankee Global Enterprises para fundar Legends,  una empresa de gestión deportiva.